# John Utaka
John Chukwudi Utaka (* 8. Januar 1982 in Enugu) ist ein ehemaliger nigerianischer Fußballspieler.

## Karriere

### Verein
Utaka begann seine Profikarriere 1996 in Nigeria bei den Enugu Rangers. Dort hielt es ihn nur für ein Jahr, ehe sich der ägyptische Verein Arab Contractors die Dienste des Stürmers sicherte. Bei den Contractors wurde er Stammspieler und schoss regelmäßig Tore. Zur Saison 2000/01 lockte ihn der Ligakonkurrent Ismaily SC. Bei diesem erzielte der Angreifer 17 Treffer in 21 Partien. Nach zwei Jahren unterschrieb er bei Al-Sadd in Katar, ehe es ihn zur Spielzeit 2002/03 nach Frankreich zog. Beim RC Lens sicherte sich Utaka auf Anhieb einen Stammplatz. Zusammen mit Antoine Sibierski und Daniel Moreira bildete er eine der gefährlichsten Angriffsreihen der Ligue 1. Das Trio erzielte zusammen in 38 Partien 29 Treffer. Mit acht Toren war Utaka drittbester Schütze seiner Mannschaft. Im Folgejahr konnte er nicht an seine Leistungen der Vorsaison anknüpfen. Erst zu Spielzeit 2004/05 überzeugte Utaka wieder mit Toren und wurde bester Schütze seiner Mannschaft. Da der RC Lens immer wieder seine Leistungsträger abgeben musste, entschied sich Utaka im Sommer 2005 ebenfalls für einen Wechsel zum Ligakonkurrenten Stade Rennes. Dort stand er zu Beginn im Schatten von Alexander Frei. Erst nach dessen Verletzung rückte der Angreifer in die Startelf unter Trainer László Bölöni. Er erzielte Hattricks am 28. Spieltag beim 4:1 gegen seinen ehemaligen Verein RC Lens und am Folgespieltag im Auswärtsspiel gegen Olympique Lyon (4:1). Nach diesen sechs Toren innerhalb einer Woche wurde er vom Sportmagazin L’Équipe als Spieler des Monats ausgezeichnet.
Im Juli 2007 verpflichtete Utaka der englische Erstligist FC Portsmouth. Er unterzeichnete einen Vierjahresvertrag. Bei seinem Debüt in der Premier League am 11. August 2007 erzielte er im Spiel gegen Derby County (2:2) seinen ersten Treffer für sein neues Team. Am Ende des Spieljahres 2008 gewann Utaka mit Portsmouth den FA Cup. 2010 stieg er mit dem Klub aus der Premier League ab. Im selben Jahr stand er erneut im FA-Cup-Finale; man unterlag dem FC Chelsea mit 0:1.
Nach mehr als drei Jahren in der Premier League und einem halben Jahr in der Zweitklassigkeit wechselte er im Januar 2011 zurück nach Frankreich; Utaka unterschrieb beim HSC Montpellier. Der Vertrag lief bis 2013 und wurde nicht verlängert. Er wechselte daraufhin ablösefrei in die Türkei zu Sivasspor. Im Sommer 2015 verließ er Sivasspor wieder.
Anschließend spielte er ab 2015, mit einer kurzen Unterbrechung, für verschiedene Vereine in Ägypten, wo er 2020 seine Karriere beendete.

### Nationalmannschaft
Utaka stand im Kader der nigerianischen Nationalmannschaft bei der Fußball-Afrikameisterschaft 2004, 2006 und 2008. Bei der Meisterschaft 2004 verpasste er kein Spiel und erreichte mit seiner Mannschaft den dritten Platz. 2006, beim Gewinn der zweiten Bronzemedaille, kam er in fünf von sechs Spielen zum Einsatz. 2008 absolvierte er drei der vier möglichen Partien.
2002 war er für den Kader zur Weltmeisterschaft nominiert. Dort enttäuschte die Mannschaft und holte in den drei Vorrundenbegegnungen nur einen Punkt. Utaka wurde vom damaligen Trainer Adegboye Onigbinde nur im zweiten Spiel gegen Schweden eingesetzt. Es blieb Utakas einziger Auftritt bei einer Weltmeisterschafts-Endrunde. Bei der WM 2010 in Südafrika stand er nicht mehr im Aufgebot.

## Erfolge

### Verein
- FA-Cup: Sieger 2008; Finalist 2010

### Nationalmannschaft
- 3. Platz bei der Afrikameisterschaft: 2004, 2006

### Auszeichnungen
- Spieler des Monats der Ligue 1: Februar 2006